# Korfari ton Amygdalion
Koordinaten: 36° 57′ 40,6″ N, 25° 32′ 4,9″ O
Korfari ton Amygdalion (griechisch Κορφάρι των Αμυγδαλιών ‚Hügel der Mandelbäume‘, auch als Korphari ton Amygdalion transkribiert) ist eine befestigte Anlage der frühbronzezeitlichen Kykladenkultur im Südosten der Kykladeninsel Naxos. Sie wird in die Kastri-Phase (Spätphase FK II oder FK IIIA) zwischen 2500 und 2200 v. Chr. datiert. Obwohl Korfari ton Amygdalion oft als befestigte Siedlung interpretiert wird, diente die Anlage vermutlich als Fluchtplatz einer nah gelegenen unbefestigten Siedlung. Sie wurde nach einem Angriff durch einen Brand zerstört und nicht mehr wieder besiedelt. In der Literatur wird der Fundort auch als Panormos bezeichnet. Einige Funde sind im Archäologischen Museum Naxos in Vitrine 8 ausgestellt.

## Lage
Die Anlage liegt auf 70 m Höhe etwa 300 m nördlich der Bucht von Panormos im Südosten von Naxos. Sie erstreckt sich auf einer Fläche von etwa 500 m² im Gipfelbereich des Hügels Korfari ton Amygdalion. Die Lage ermöglichte die Kontrolle über den Naturhafen mit dem angrenzenden, fruchtbaren Tal.

## Fundort

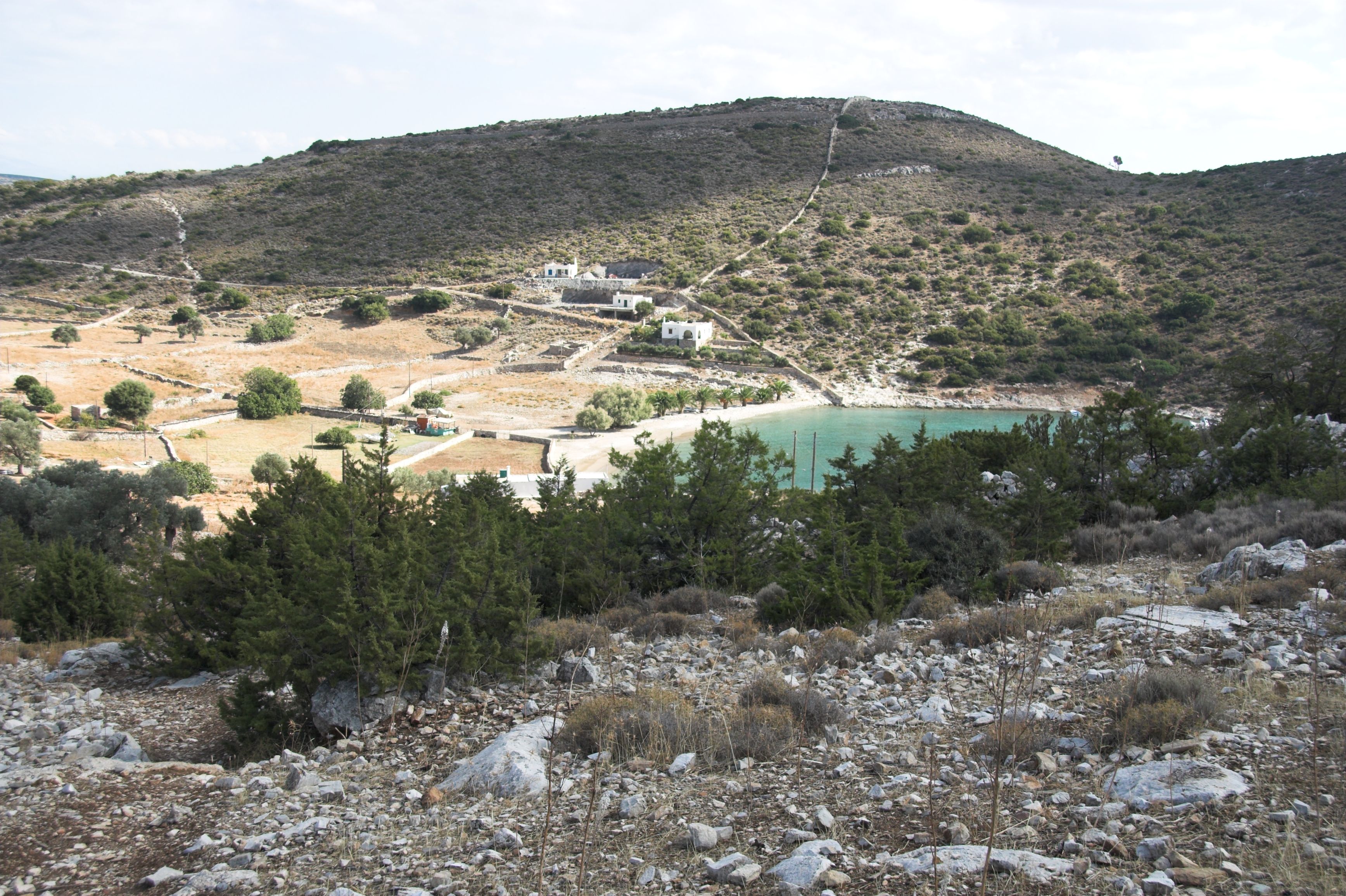
Naturhafen von Panormos mit angrenzendem Tal

Im Gegensatz zu den ausgesetzten Lagen von Kastri und Kynthos liegt der Fundplatz Korfari ton Amygdalion auf dem flachen Gipfelbereich eines Hügels mit sanften Hängen. Seine natürliche befestigte Position ergibt sich aus der vom Meer kaum sichtbaren Lage und den höheren benachbarten Hügeln und Bergen. Die Längsachse der Befestigung in Nord-Süd-Richtung misst 26, die Breite knapp 23 m. Ihr dicht bebauter Innenraum erstreckt sich auf 24 m × 20,50 m. Der Fundort wurde 1963 unter der Leitung von Christos Doumas fast vollständig freigelegt. In der Nähe liegt ein früheres Gräberfeld der Keros-Syros-Kultur mit fünf Gräbern.

## Anlage

### Befestigung

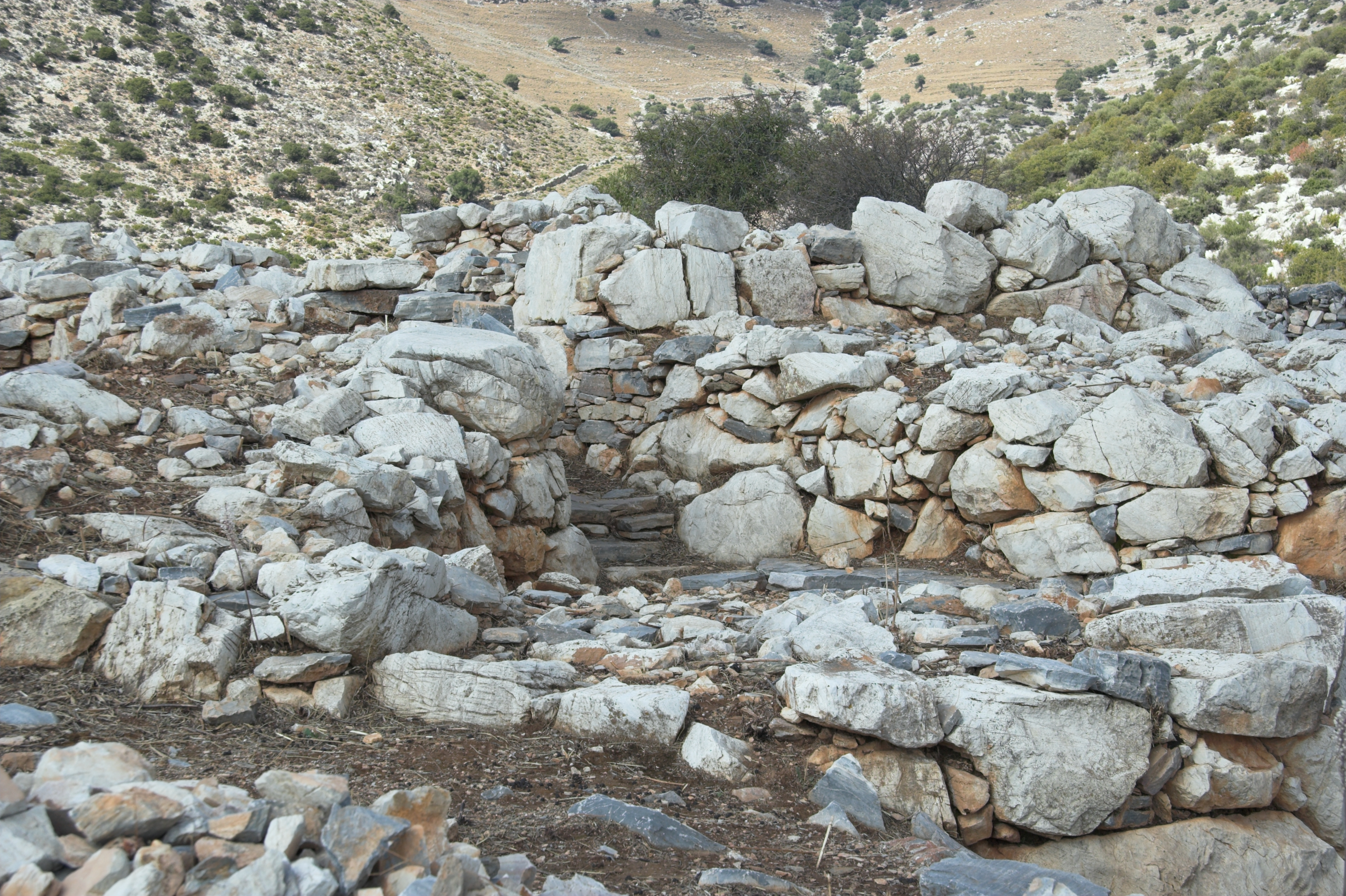
Bastion C (rechts) und D (links) mit Torgasse

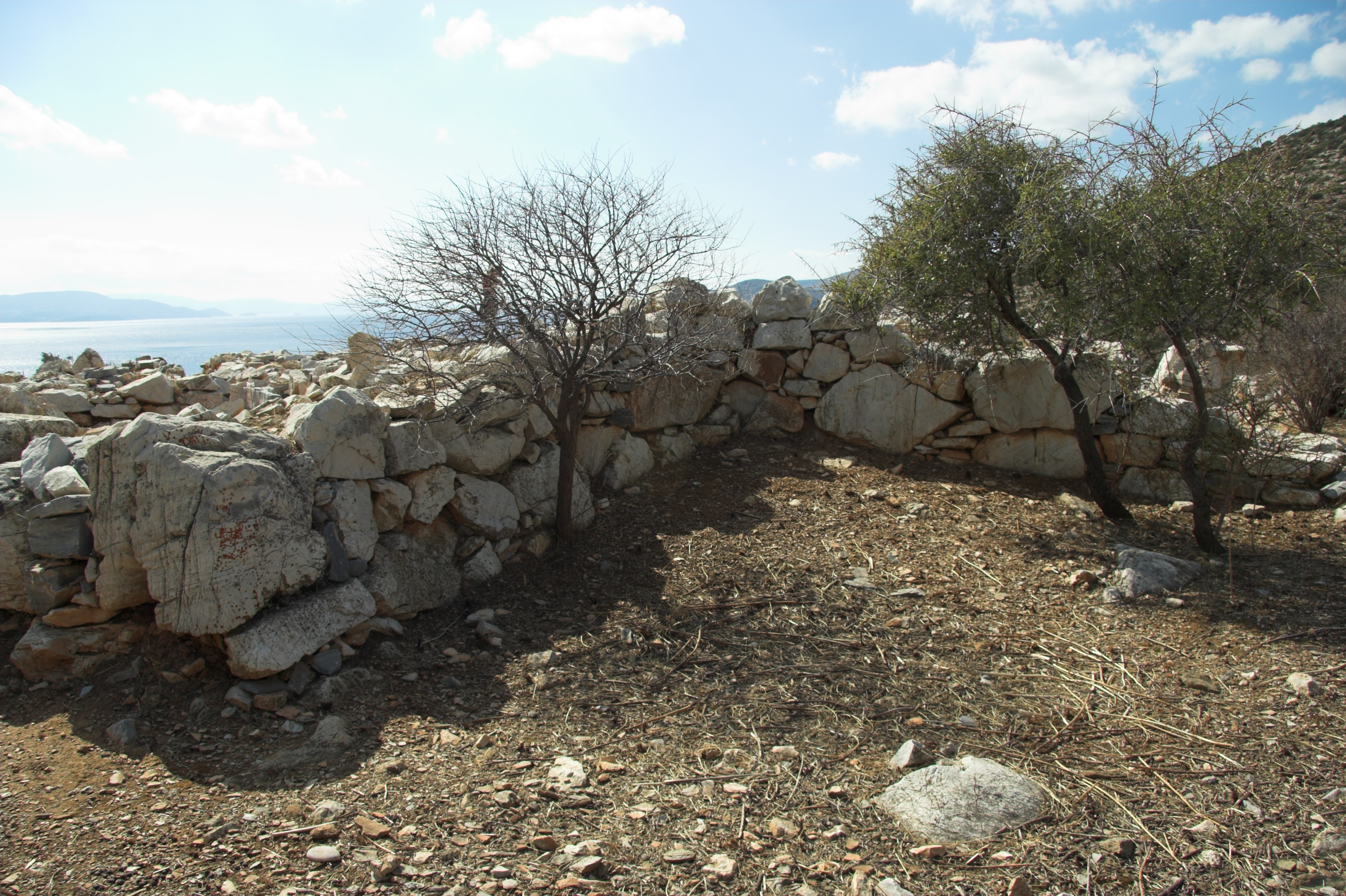
Nördliche Befestigungsmauer mit Bastion Β

Der flache Hügel weist keine natürliche Befestigung oder Felsabbrüche auf. Korfari ton Amygdalion zeigt typische Merkmale eines kleinen frühkykladischen Befestigungsplatzes. Anstehende Felsblöcke wurden in die aus großen Steinblöcken errichtete Befestigungsmauer integriert. Deren Verlauf ist unregelmäßig, er folgt den Höhenkonturen im Gipfelbereich. Die stabile, mörtellose Mauer aus grob bearbeiteten Steinen des örtlichen weißgrauen bis grauen Marmors ist bis zu Höhen zwischen 0,50 m und etwas über 1 m erhalten. Die stabile Konstruktion aus einem regelmäßig vertikalen Mauerverband ist direkt auf den Untergrund gebaut und bis zu 2 m mächtig. Von der Innenseite stabilisierten direkt angebaute Gebäude die Befestigungsmauer zusätzlich. Insgesamt waren fünf kleinere, turmartige Bastionen in Hufeisenform an allen Seiten angelegt. Baulich ist das Tor an der Ostseite, das zugleich der am stärksten gefährdete Bereich ist, mit der Siedlung Kynthos auf Dilos vergleichbar. Die beiden symmetrischen Bastionen C und D schützten eine ansteigende, etwa 80 cm schmale Treppengasse.

### Siedlung und Gebäude

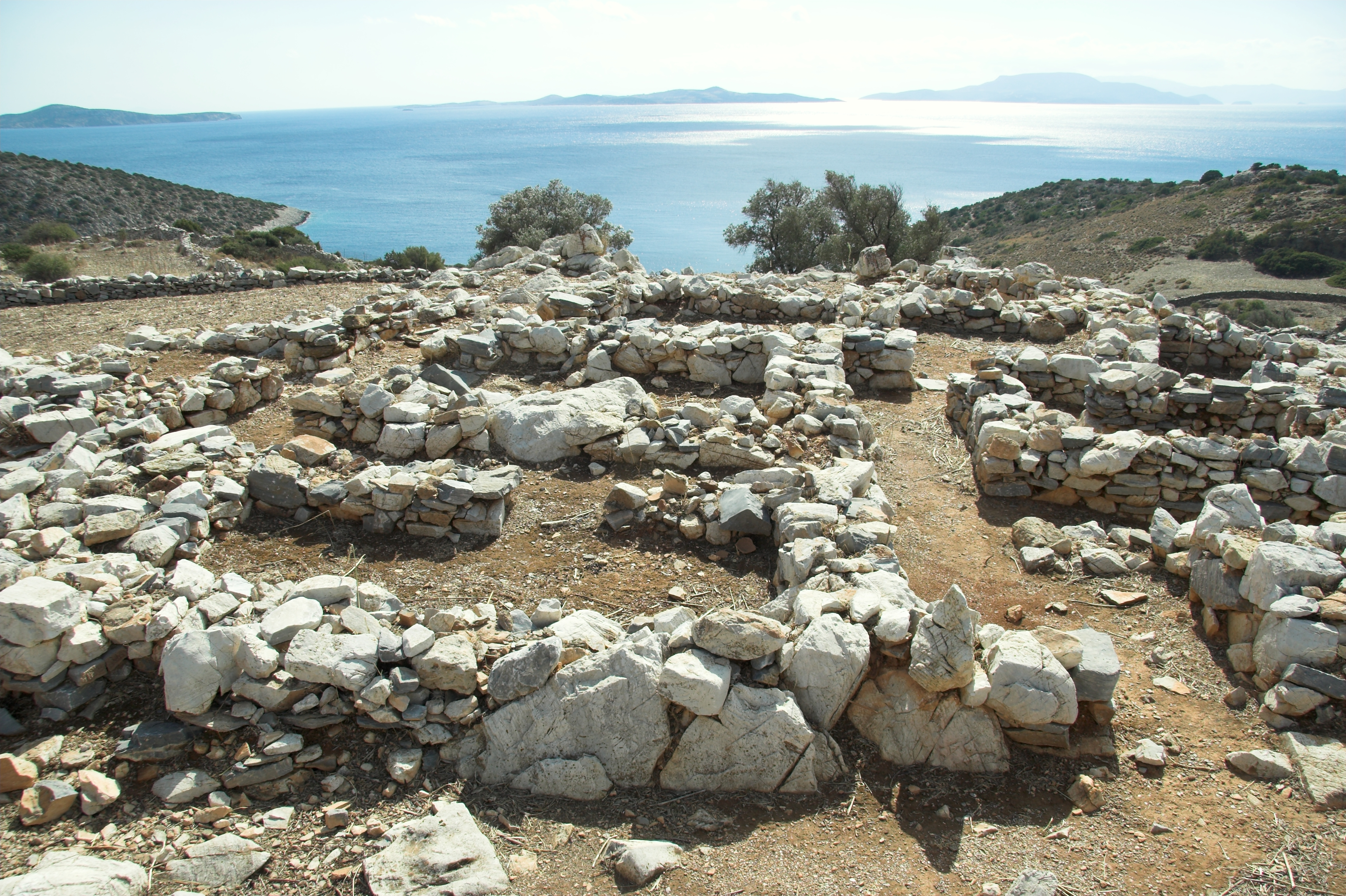
Blick von Raum 19 südwärts

Der Innenbereich ist durch mehrere Gassen untergliedert und besteht aus 16 teilweise sehr kleinen, dicht aneinander liegenden Gebäuden mit maximal zwei Räumen. Von dem direkt hinter dem Eingang liegenden kleinen freien Platz zweigen zwei Gassen (Korridor 16 und 18) ab. Korridor 18 führt ein kurzes Stück geradeaus westwärts zu Raum 19 und der danebenliegenden Bastion B. Die zweite Gasse (Korridor 16) wendet sich zur Bastion E am südlichen Ende. Diese Gasse trennt die Siedlung in zwei Teile, zwei weitere kleinere Gassen (Korridor 13 und 18) zweigen nach Westen ab. Östlich von Korridor 16 liegen die drei Räume 20, 21 und 22. Westlich von Korridor 16 zweigt Korridor 13 ab, in einem verwinkelten Verlauf geht er in weitere Korridore über und endet im Westen der Befestigung bei Bastion A. Da Bauart und Mauerbreite der östlichen Mauer von Raum 14 einer Festungsmauer gleichen, wird eine einmalige Erweiterung der Befestigung nach Osten vermutet.
Im Gegensatz zur Befestigungsmauer wurden die Gebäudemauern auf einer Splittschicht errichtet, sie war bei der Bearbeitung der Blöcke für die Außenmauern angefallen. Dadurch wurden die notwendige Stabilität der Befestigung erreicht und die Böden der Wohnbereiche eingeebnet. Über schmale Zugänge von selten mehr als 0,60 m waren die Gebäude erreichbar. Sie boten mit 5 m² bis 6 m² gerade Platz für das Alltagsleben. Die ganz kleinen Räume von 2 m² bis 2,50 m² dienten möglicherweise als Lagerräume. Nur Gebäude 7 erreicht mit 7 m² eine relativ große Ausdehnung. Von den sechzehn Gebäuden der Siedlung, haben acht einen geradlinigen, die übrigen einen unregelmäßigen Grundriss. In Grundriss, Größe und Qualität der Konstruktion zeigen die Gebäude große Ähnlichkeiten mit den Siedlungen von Agia Irini und Markiani, davon abweichende Merkmale haben die direkt an Außenmauer angebauten Räume.

## Funde
Mit Ausnahme einiger Steinplatten, die als Gefäßdeckel dienten, waren die kleinen Räume ohne weitere Funde. Dagegen entdeckte man inmitten ausgedehnter Brandspuren im Eingangsbereich und in den Gassen intakte Gefäße und Gruppen von zusammenpassenden Scherben. Die große Anzahl von Meereskieseln sowie eine einzelne Lanzenspitze am Eingang lassen die Zerstörung der Siedlung durch einen feindlichen Angriff vermuten.
Bemerkenswert sind in Felsen eingeschnittene Szenen und Spiralen. Einige scheinen astrologischen Zeichen darzustellen. Vergleichbare Platten sind von den FK-IIIA-Siedlungsplätzen Daskalio, Korfi t’ Aroniou, Moutsounas und Spedos sowie von Fundorten auf Iraklia bekannt.

### Waffen
Die am weitesten verbreitete Fernwaffe in der Frühbronzezeit auf den Kykladen und in der Ostägäis war die Schleuder mit Steingeschossen. Zahlreiche Meereskiesel im Eingangsbereich zwischen den beiden Bastionen werden als Wurfgeschosse interpretiert. Vergleichbare Funde sind von einem durch Brand zerstörten Gebäude in Troja IIa, von Kastri auf Syros sowie von Palamari auf Skyros bekannt. Ebenfalls im Eingangsbereich zwischen Fragmenten von Speichergefäßen fand sich eine geschäftete Lanzenspitze. Die 26 cm lange aus Kupfer gearbeitete Spitze mit starker Mittelrippe hat ein schmales Blatt und einen rhombischen Querschnitt. Dieser Speerspitzentypus ist ab der Mitte des 3. Jahrtausends v. Chr. besonders in Zentral- und Südanatolien, Zypern und Syrien-Palästina vertreten. Er ist ebenfalls von Nordwestkleinasien bekannt, möglicherweise wurde die Waffe durch Siedler von dort nach Korfari ton Amygdalion gebracht.

### Keramik

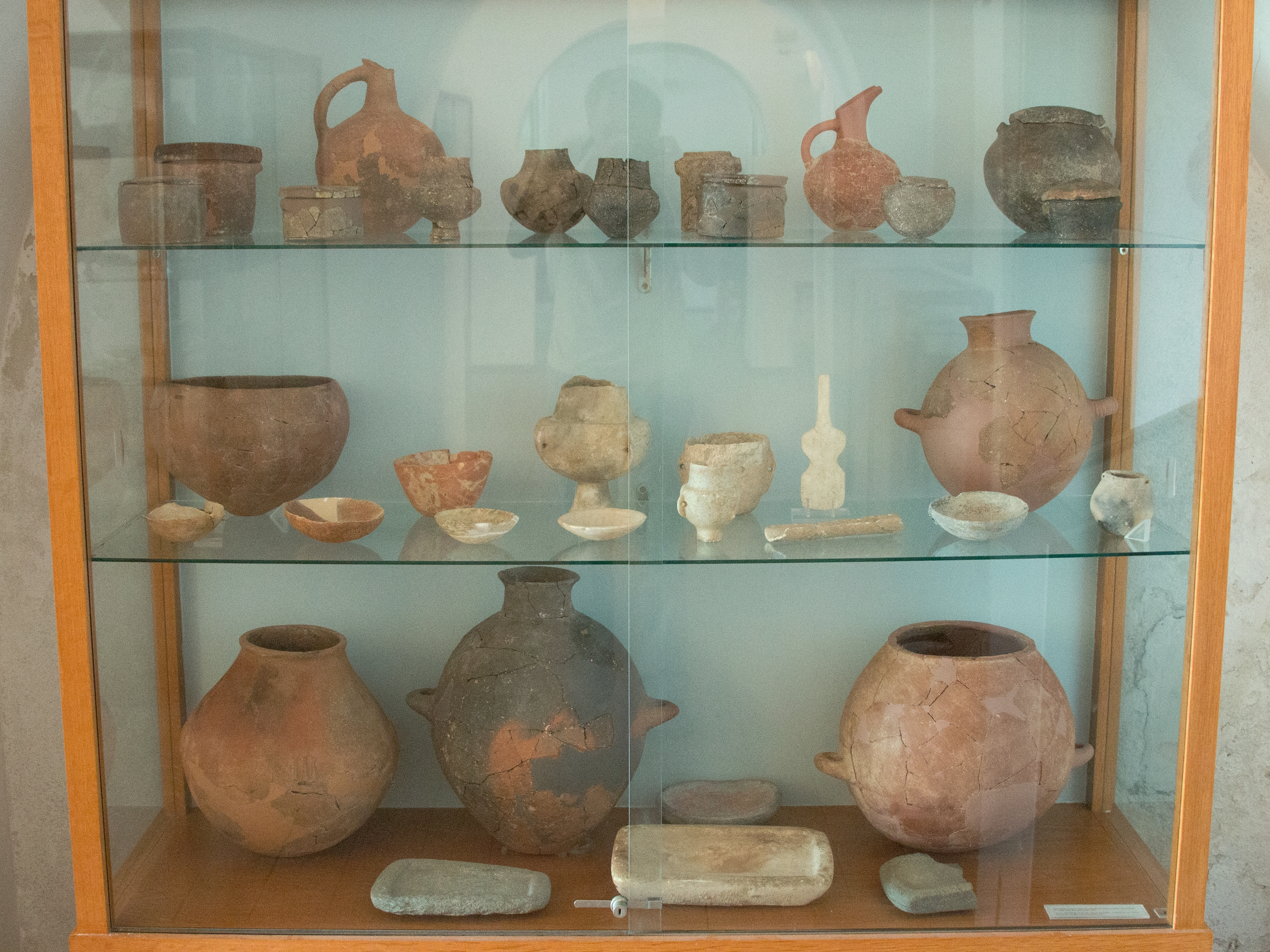
Keramikfunde von Korfari ton Amygdalion (mittlere und untere Reihe) in Vitrine 8, Archäologisches Museum Naxos

Verschiedenste Keramikgefäße und Gruppen von zusammengehörigen Scherben wurden unregelmäßig verteilt innerhalb der Befestigung aufgefunden, ein Großteil davon im Eingangsbereich zur Festung. In einem Korridor im Innenraum fand man zwei einhenkelige Trichterhalsbecher, eine enghalsige Amphore mit Horizontalgriffen, einen henkellosen Krater und eine charakteristische enghalsige Kanne. Die Untersuchung der Keramikformen ergab zwei Gefäßkategorien, offene Formen für den Alltagsgebrauch und Lebensmittelkonsum und größere geschlossene Formen für die Konservierung und Lagerung von Flüssigkeiten und Lebensmitteln; der Anteil dieser Vorratsgefäße lag bei nahezu zwei Dritteln. Der Großteil der Gefäße war auf der Innen- und Außenseite mit einem dünnen matten Überzug in braun oder rotbraun versehen, Ausnahmen mit glänzendem rotbraunen äußeren Überzug sind ein Gefäß in Tiergestalt sowie ein Henkelkrug. Weniger als 30 Prozent der Gefäße sind mit Reliefs oder Ritzdekor verziert. Töpfermarken sind relativ selten.
Die Töpferscheibe ist noch nicht in Verwendung. Der braune oder rot-braune Ton ist mit Einschlüssen aus Quarz, Glimmer oder Schiefer durchsetzt. Importware ist durch talc ware aus rotem Ton mit grauen Einschlüssen und ihrer charakteristischen seifigen Oberfläche vertreten und wahrscheinlich auch durch die beträchtliche Anzahl von zweihenkeligen Krügen aus rötlichem oder braunem Ton mit Blauschiefer-Einschlüssen. Diese stammen möglicherweise von Amorgos, wo sie von Markiani bekannt sind. Aus den aufgefundenen Keramikformen kann die Hauptnutzungszeit der Befestigung in FK II datiert werden. Der Henkelkrug in der Zerstörungsschicht verweist auf ein fortgeschrittenes FK-II-Stadium.

## Bedeutung
Neben Kastri auf Syros wird Korfari ton Amygdalion als bedeutender Vertreter befestigter Siedlungen der Kastri-Gruppe angesehen. Sie verfügten über ein ausgeklügeltes Befestigungssystem aus extrem enger Bebauung mit kleinen Häusern, bestehend aus jeweils einem oder zwei Räumen, engen Korridoren innerhalb der Befestigungsanlage und turmartigen Bastionen. Eine mögliche Ausdehnung war sehr begrenzt und nicht für die Bedürfnisse von schwankenden Bewohnerzahlen geeignet. Um einen einfachen Zugang zu den Siedlungen zu verhindern, waren in strategischer Position Bastionen errichtet. Dicht an die Befestigungsbauwerke waren Räume angebaut. Weitere Beispiele finden sich in Markiani und Daskalio. Die mörtellose Konstruktion von Festungsmauern sind von Markiani und Kastri sowie durch die Außenmauer von Saliagos bekannt. Gegenüber Markiani, Kynthos, Agia Irini und Korfi t‘ Aroniou zeigen die Korridore eine eher geplante Siedlungsstruktur. Dünne Siedlungsschichten, kaum vorhandene Renovierungsspuren sowie eingeschränkte Vielfalt an Keramikformen sprechen für eine typische Kastri-Siedlung mit nur einer Siedlungsphase. Abgesehen von Keramikgefäßen und runden Steindeckeln liegen weitere Funde nur in sehr begrenztem Umfang vor, Kleinfunde und Siedlungsabfall wie Reibsteine, Spinnwirtel oder Tierknochen fehlen. Die Überreste eines Hauses aus FK II im Bereich unterhalb von Raum 12 und der Korridore 16 und 18 zeigen, dass der Fundort schon früher besiedelt war. Dass es sich dabei um ein einzeln stehendes Bauernhaus gehandelt haben könnte, wird wegen der Entfernung zum kultivierbaren Land angezweifelt. Aufgrund der isolierten Lage, der Gebäudestruktur mit dünnen Mauern könnte es saisonal für weide- oder landwirtschaftliche Tätigkeiten genutzt worden sein.
Oberflächenfunde von Keramik und Steinwerkzeuge geben Hinweise auf eine nahe gelegene Siedlung an den Hängen des Hügels. Sehr wahrscheinlich ist, dass diese Menschen Korfari ton Amygdalion als Fluchtplatz nutzten. In Zeiten von Gefahr wäre die Festung auf dem Gipfel ein Zufluchtsort gewesen. Der überwiegend aufgefundene Keramikanteil gehörte zu großen Vorratsgefäßen. Offensichtlich schützte die Befestigung nicht nur die Bewohner der Siedlung, sondern auch Wasser- und Nahrungsvorräte, die für das Überleben der Gemeinschaft auch im Belagerungsfall von entscheidender Bedeutung waren. Wie Daskalio diente Korfari ton Amygdalion wohl als Fluchtplatz der nah gelegenen Siedlung, im Gegensatz zu Kastri, Kynthos und Markiani, die dauerhaft besiedelte befestigte Dörfer darstellten. Bereits 1899 hatte Tsountas vorgeschlagen, dass Kastri auf Syros ein Zufluchtsort für die Bewohner eines nahe gelegenen Siedlungsplatzes war, dem er auch die Gräber der Nekropole von Chalandriani zuschrieb. Die Erkenntnisse aus Korfari ton Amygdalion und Kastri legen nahe, dass die befestigten Plätze keine architektonisch eigenständigen Einheiten waren und ihre Existenz eng mit benachbarten Siedlungen verbunden war.

## Unterschutzstellung
Der Fundort wurde 1965 unter der Bezeichnung Korfari ton Amygdalion als historisches Denkmal eingestuft. Die Ausweisung der Archäologischen Stätte Panormos folgte 1997, sie orientierte sich überwiegend an natürlichen Grenzen. Innerhalb des ausgewiesenen Gebiets ist die Flächennutzung eingeschränkt, die traditionellen Tätigkeiten der Landnutzung wie Weidewirtschaft und Bienenhaltung sind erlaubt, dagegen ist die tiefe Bodenbearbeitung untersagt. Reparatur- und Instandhaltungsarbeiten an bestehenden traditionellen Mitata dürfen durchgeführt werden, da sie als Bestandteil der Landschaft angesehen werden.